# Afrolimnophila melampodia
Afrolimnophila melampodia is een tweevleugelige uit de familie steltmuggen (Limoniidae). De soort komt voor in het Afrotropisch gebied.